# Кросен ан дер Елстер
Кросен ан дер Елстер (њем. Crossen an der Elster) општина је у њемачкој савезној држави Тирингија. Једно је од 93 општинска средишта округа Зале-Холцланд. Према процјени из 2010. у општини је живјело 1.828 становника. Посједује регионалну шифру (AGS) 16074012.

## Географски и демографски подаци
Кросен ан дер Елстер се налази у савезној држави Тирингија у округу Зале-Холцланд. Општина се налази на надморској висини од 176 метара. Површина општине износи 10,7 km². У самом мјесту је, према процјени из 2010. године, живјело 1.828 становника. Просјечна густина становништва износи 170 становника/km².